# Varese Ligure
Varese Ligure är en ort och kommun i provinsen La Spezia i regionen Ligurien i Italien. Kommunen hade 1 903 invånare (2018).